# Anniston (Alabama)
Anniston è un comune degli Stati Uniti d'America, capoluogo della Contea di Calhoun nello Stato dell'Alabama. Secondo il censimento del 2000, la popolazione della città è di 24.276, per una stima del 2006 gli abitanti sarebbero 23.799. È una dei centri principali dell'Alabama.
Chiamata "La Città Modello" dal giornalista Henry Woodfin Grady per l'attenta progettazione, la città è situata sul pendio della Blue Mountain, punto d'inizio dei Monti Appalachi.

## Geografia fisica
Anniston è situata a 33°39'46.811 nord, 85°49'35.990 ovest.
Secondo l'Ufficio censimento degli Stati Uniti, la città ha un'area totale di 117,7 chilometri quadrati. Solo lo 0,1% del territorio è composto da acque interne.

## L'inquinamento da PCB
Insieme all'area sud di Brescia e provincia, Anniston rappresenterebbe al mondo uno dei maggiori esempi di inquinamento massivo da policlorobifenili (PCB); la dispersione nell'ambiente della sostanza letale è opera dell'azienda Monsanto Company per mezzo di uno dei suoi stabilimenti presente nella città.